# Vestre Husanesholmen
Vestre Husanesholmen est une île norvégienne du comté de Hordaland appartenant administrativement à Bergen.

## Description
Rocheuse et couverte d'arbres en son centre, elle s'étend sur environ 100 m de longueur pour une largeur approximative de 70 m. 